# 琴托切莱坎塔利切的圣斐理斯堂

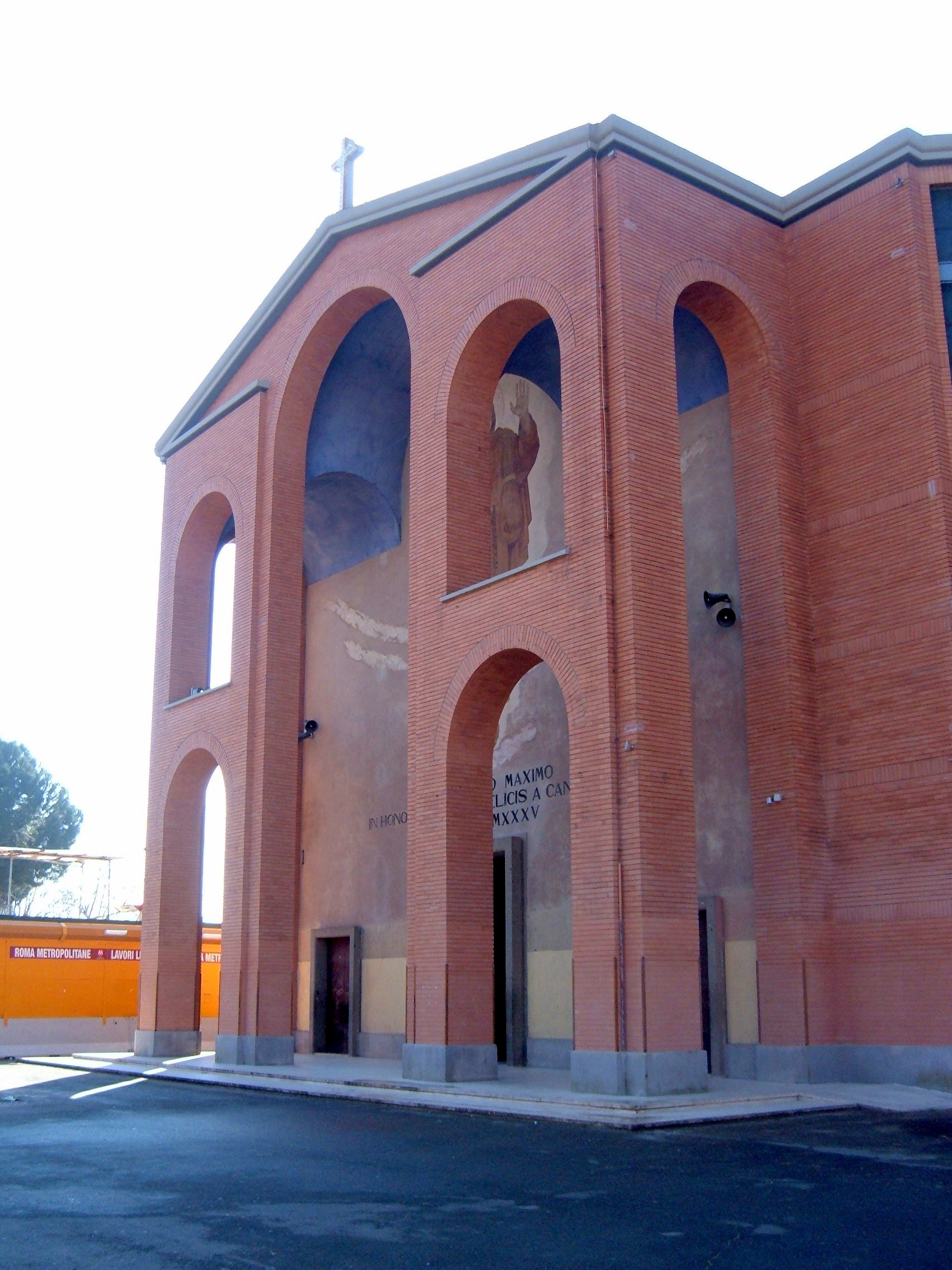

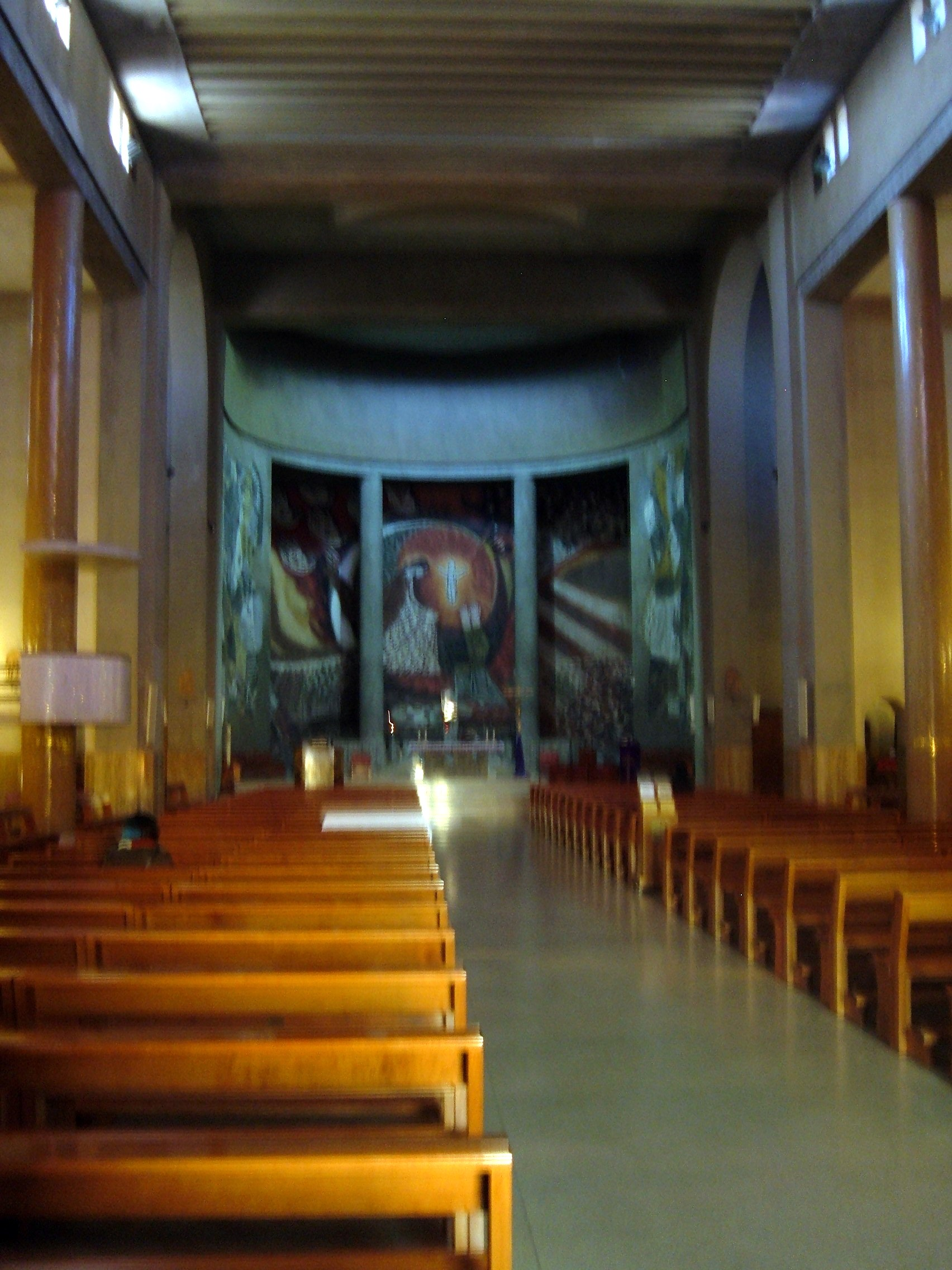

琴托切莱坎塔利切的圣斐理斯堂 (義大利語：chiesa di San Felice da Cantalice a Centocelle)是一座罗马天主教教堂，位于意大利罗马琴托切莱区的坎塔利切的圣斐理斯广场。堂区由Francesco Marchetti Selvaggiani枢机创建。
1969年4月30日，由保禄六世封为领衔堂区，首任枢机为来自韩国的金寿焕。

## 历史
1929年11月14日，Achilles Muti-Bussi侯爵捐献这块土地给罗马天主教教会。1930年9月20日奠基，准备修建一座修道院。同年12月16日，嘉布遣会修士抵达。1934年，开始建造教堂。建筑师Mario Paniconi和Ciulio Pediconi。1935年3月29日Francesco Marchetti Selvaggiani枢机下令创建堂区，由嘉布遣会修士管理。1941年10月2日，该堂由巴勒斯坦凯撒利亚总主教Luigi Traglia祝圣。

## 枢机列表
- 金寿焕（韩国，1969年－2009年）
- 类思·安多尼·塔格莱（菲律宾，2012年至今）